# Sushant Singh
Sushant Singh (ur. 1972) – bollywoodzki aktor pochodzący z Uttar Pradesh nagrodzony w 2000 roku za negatywną rolę w Jungle (film) i nominowany do nagrody za drugoplanową rolę w The Legend of Bhagat Singh.

## Filmografia
1. Laaga Chunari Mein Daag (2007)
2. Ram Gopal Varma Ki Aag (2007) – Tambe
3. Tsunami 81 (2007) – Rajan
4. Mukhbir (2007) – Pasha
5. Dubai Seenu (2007) – Jinnah Bhai
6. Red: The Dark Side (2007) – oficer policji Abhay Rastogi
7. Waris Shah: Ishq Daa Waaris (2006)
8. Family: Ties of Blood (2006) – Abir Sahi
9. Shikhar (2005) – Bhajan Lal
10. D jak Deshu (2005) – Mukarram
11. Sehar (2005) – Gajraj Singh
12. Lakshya (2004) – kapitan Jalal Akbar
13. Paisa Vasool (2004) – Johnny Rozario
14. Kuch To Gadbad Hai (2004) – Jai B. Khanna
15. Samay: When Time Strikes (2003) – Satya
16. Matrubhoomi: A Nation Without Women (2003) – Sooraj
17. Darna Mana Hai (2003)
18. Dum (2003) – Mohan
19. The Legend of Bhagat Singh (2002) – Sukhdev
20. 16 December (2002) – Victor
21. Jungle (film) (2000) – Durga Narayan Chaudhary
22. Namiętność (2000) – Gotiya
23. Kaun (1999) – złodziej
24. Satya (1998) (as Sushant) – Pakiya
25. Ambedkar – Asnodhkar